# Barringtonia longisepala
Barringtonia longisepala är en tvåhjärtbladig växtart som beskrevs av Payens. Barringtonia longisepala ingår i släktet Barringtonia och familjen Lecythidaceae. Inga underarter finns listade i Catalogue of Life.